# Заречье (Макарьевский район)
Заречье — деревня в Макарьевском районе Костромской области России. Входит в состав Усть-Нейского сельского поселения.

## География
Деревня находится в южной части Костромской области, в подзоне южной тайги, к западу от реки Унжи, к югу от автодороги Р243, на расстоянии приблизительно 4 километров (по прямой) к юго-западу от города Макарьева, административного центра района. Абсолютная высота — 95 метров над уровнем моря.

### Климат
Климат характеризуется как умеренно континентальный, с умеренно холодной многоснежной зимой и коротким сравнительно тёплым летом. Средняя температура воздуха самого холодного месяца (января) — −12 °C; самого тёплого месяца (июля) — 18 °C . Безморозный период длится около 130 дней. Продолжительность периода активной вегетации растений (выше 10 °C) составляет примерно 110—140 дней. Годовое количество атмосферных осадков —около 600 мм, из которых большая часть выпадает в тёплый период. Снежный покров держится в течение 150—155 дней.

### Часовой пояс
Деревня Заречье, как и вся Костромская область, находится в часовой зоне МСК (московское время). Смещение применяемого времени относительно UTC составляет +3:00.

## История
Входила в 1616 году в Усть-Нейскую волость в составе Понизовской волости Унженской осады. В деревне стояла деревянная часовня в честь пешеходного путешествия царя Михаила Федоровича Романова, которое он совершил в 1619 году из пустыни Спасской (Красногорье) в Макарьевский монастырь. Такие часовни были поставлены на всем пути царя в деревнях Карабаниха, Новоселки, Ивакино, Григорьевское и др..

## Население
| 2008 | 2010 | 2014 |
| ---- | ---- | ---- |
| 197  | ↗201 | ↗229 |

### Национальный состав
Согласно результатам переписи 2002 года, в национальной структуре населения русские составляли 96 % из 215 чел.